# Большой винный бражник
Большой винный бражник (Hippotion celerio) — бабочка из семейства бражников (Sphingidae).

## Описание
Длина переднего крыла 28—35 мм. Передние крылья оливково-бурого цвета, с рисунком из светлых и тёмных продольных полосок и с желтовато-белой изогнутой полоской, проходящей по диагонали от вершины крыла к его внутреннему краю. Задние крылья розового цвета, с чёрными перевязами и чёрными жилками. Бахромка крыльев белого цвета.

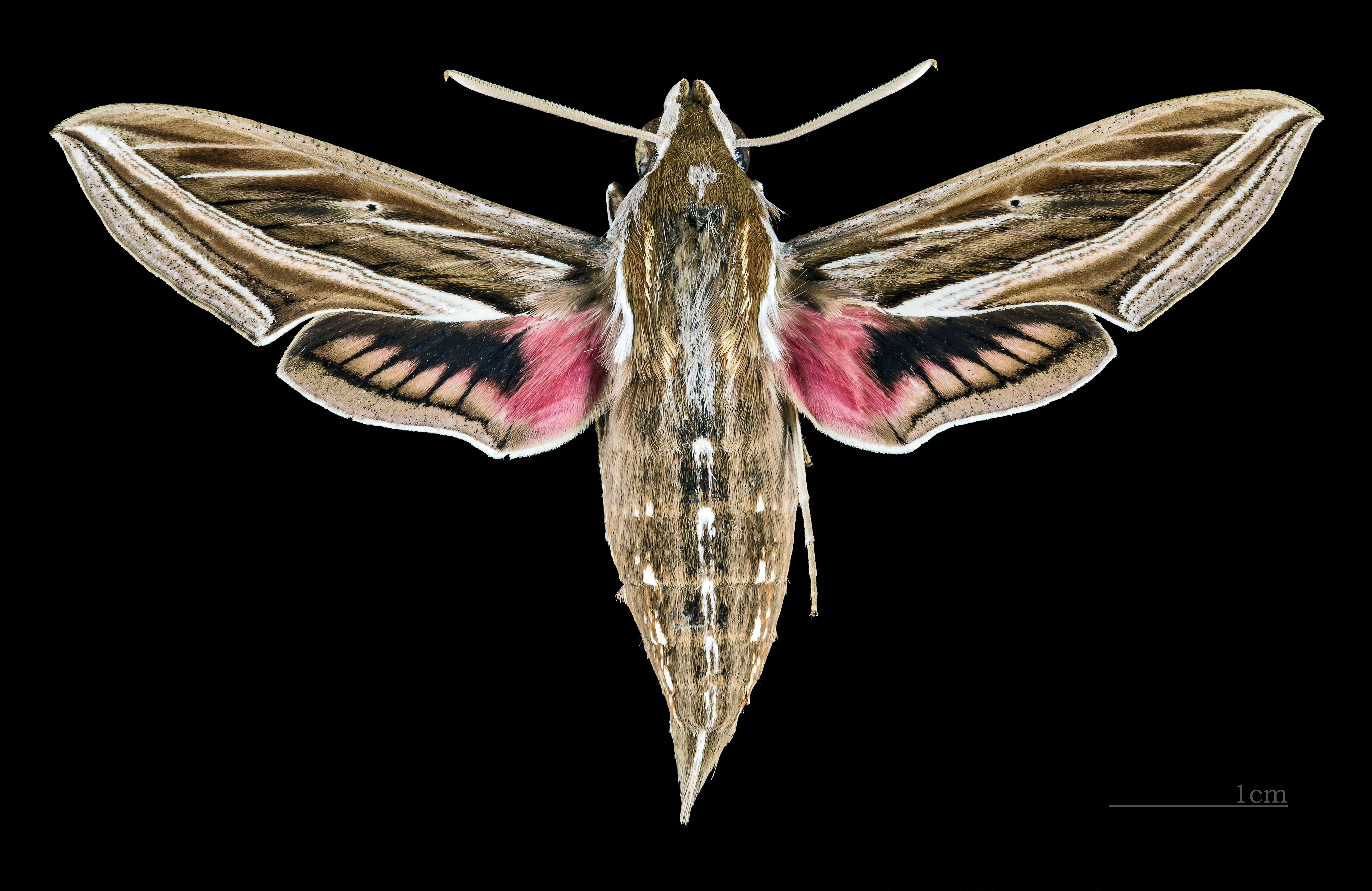
Самец
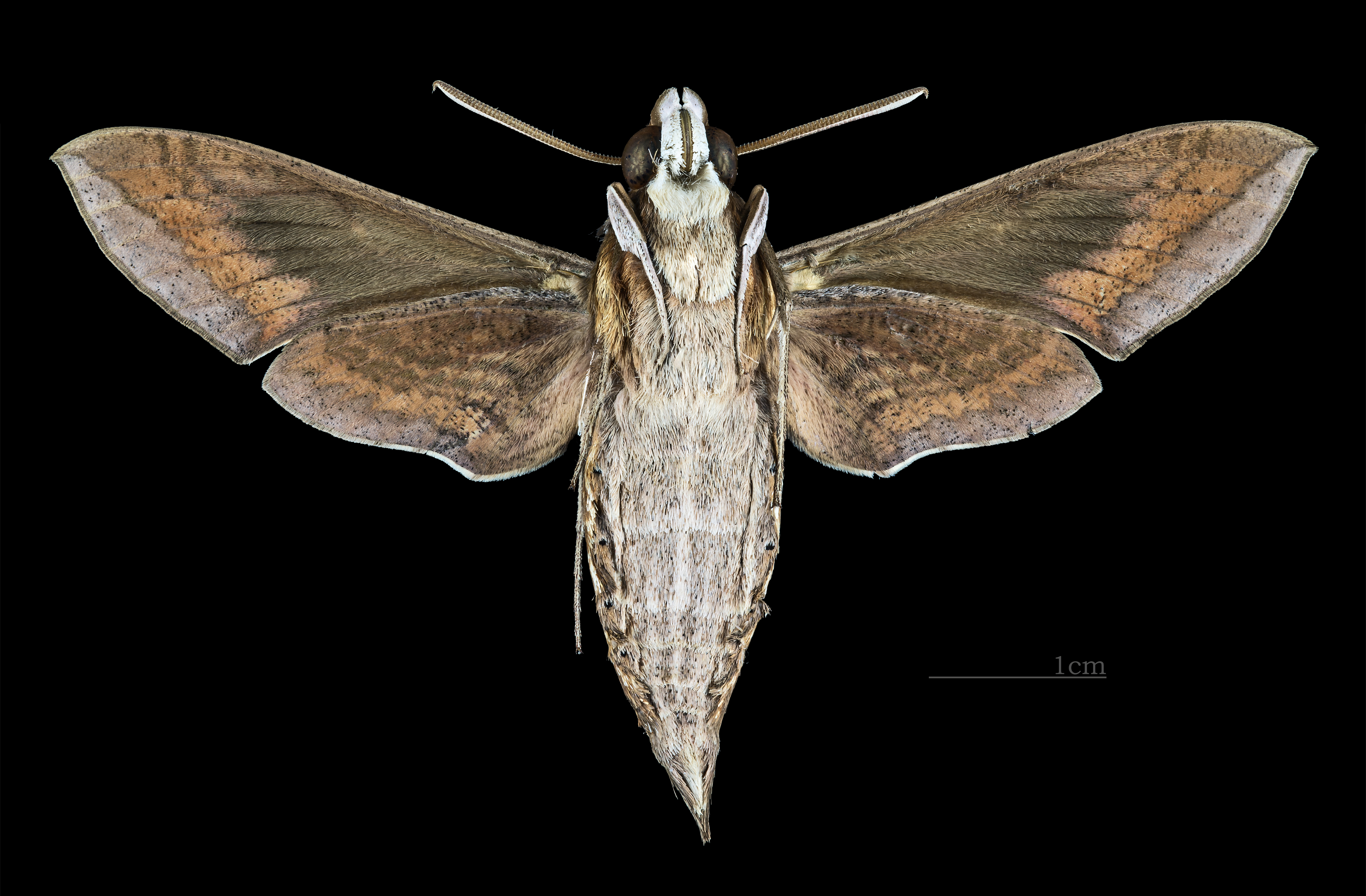
Самец, нижняя сторона крыльев
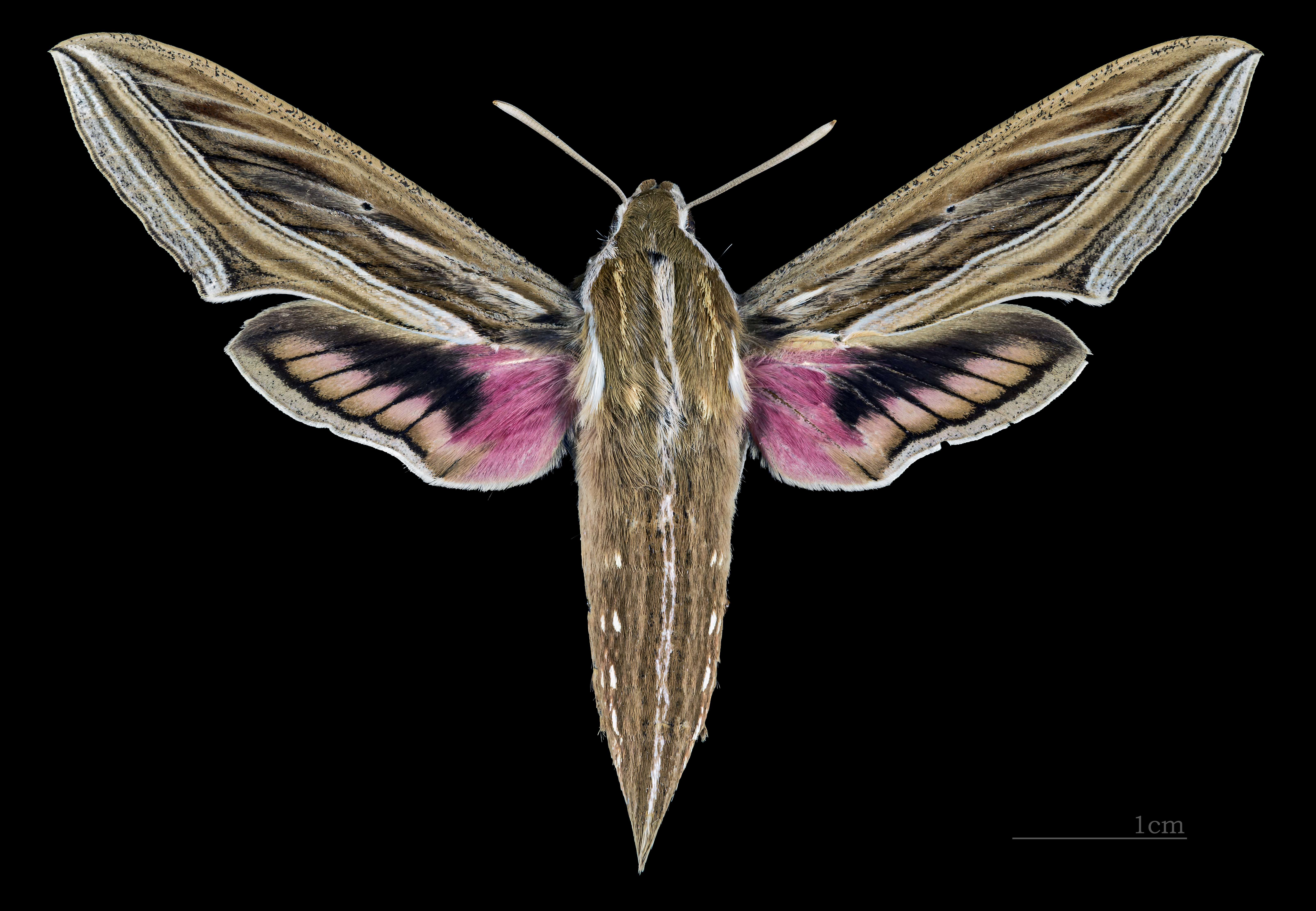
Самка
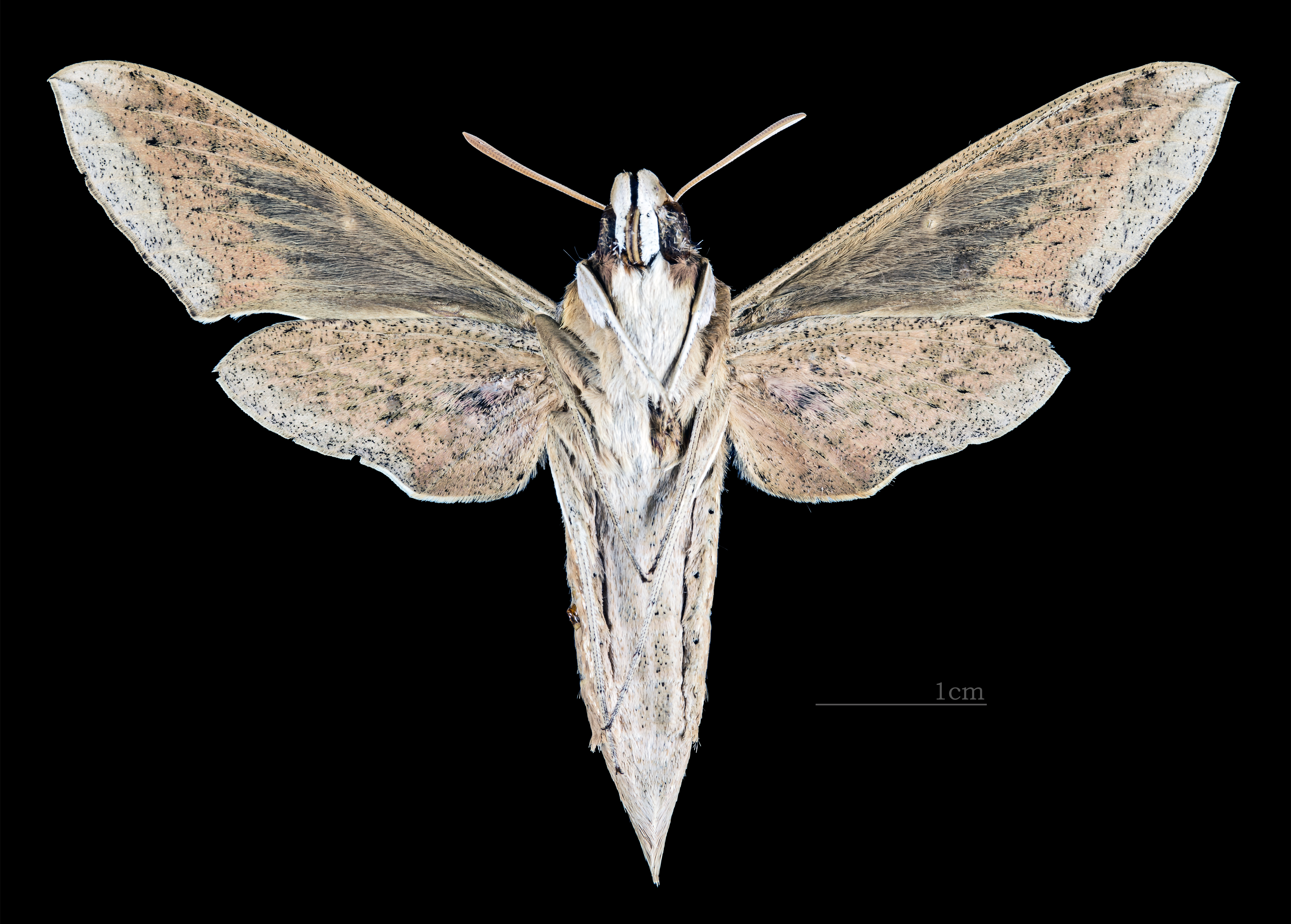
Самка, нижняя сторона крыльев

## Ареал

Ареал

Африка, Центральная и Южная Азия, Индия, Шри-Ланка. В качестве мигранта встречается в Южной и Средней Европе, Крыму и Австралии.

## Биология

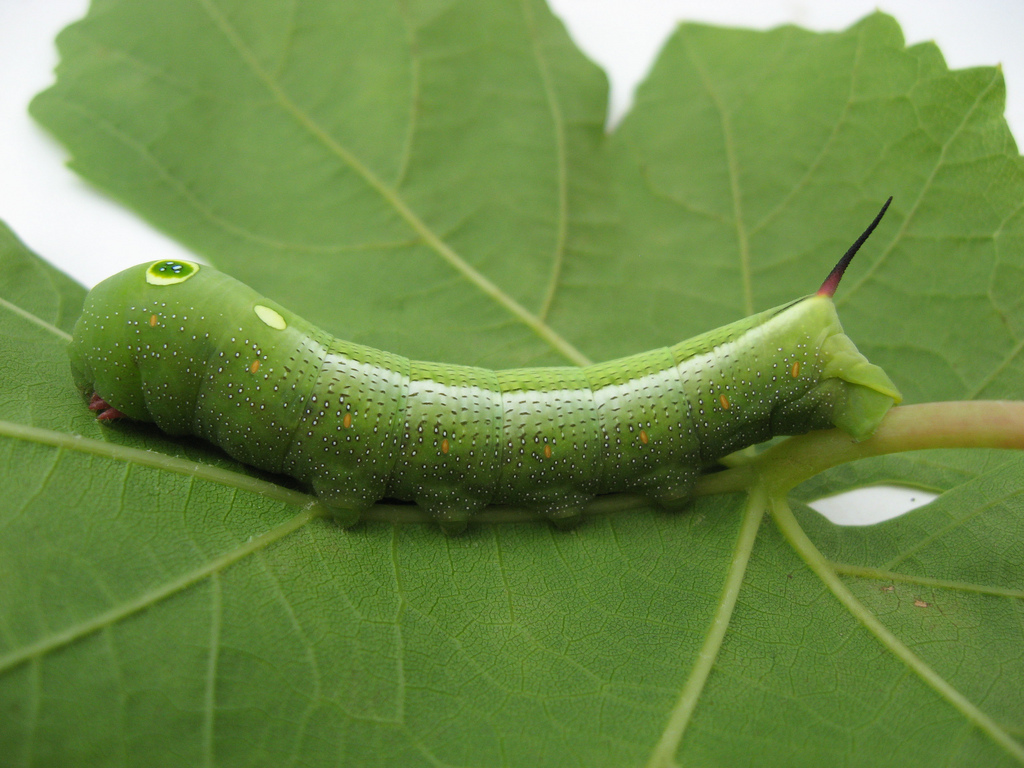
Гусеница

Поливольтинный вид. Гусеница бурого цвета, иногда зелёная. На IV и V сегментах тела имеются «глазки» с белым пятном в середине. От VI до XI сегмента по бокам проходит более светлая линия. Дыхальца жёлтого цвета с чёрным ободком. Рог на конце тела тонкий, почти прямой. Кормовые растения гусениц: Vitis, Cissus, Impatiens и Arum.